# Zirconiumnitrat
Zirconiumnitrat ist eine anorganische chemische Verbindung des Zirconiums aus der Gruppe der Nitrate.

## Gewinnung und Darstellung
Zirconiumnitrat kann durch Reaktion von mit flüssigem Stickstoff gekühltem Zirconium(IV)-chlorid mit Distickstoffpentoxid gewonnen werden. Man erhält nach der Vakuumbehandlung bei Raumtemperatur zunächst ein chloridfreies Addukt der Zusammensetzung Zr(NO3)4·0,4N2O5·0,6N2O4, das im Vakuum die Stickoxide erst bei 100 °C abgibt und nach Sublimation im Hochvakuum reines Zirconiumnitrat ergibt.
{\displaystyle \mathrm {ZrCl_{4}+4\ N_{2}O_{5}\longrightarrow Zr(NO_{3})_{4}+4\ NO_{2}Cl} }

## Eigenschaften
Zirconiumnitrat ist ein weißes, nach Sublimation (kurz oberhalb des Schmelzpunktes) als lange Nadeln vorliegender Feststoff, der schon bei Zimmertemperatur mit Kohlenwasserstoffen wie Butan usw. reagiert. Es besitzt eine monokline Kristallstruktur mit der Raumgruppe P21/n (Raumgruppen-Nr. 14, Stellung 2). Das Pentahydrat ist löslich in Wasser und Ethanol.

## Verwendung
Zirconiumnitrat kann zur Herstellung von reinen Zirconium(IV)-oxid-schichten verwendet werden.